# Fritch
Fritch város az Amerikai Egyesült Államok Texas államában, Hutchinson megyében. Lakosainak száma 1859 fő (2020. április 1.).

## Népesség
A település népességének változása:

| 2010 | 2 117 |
| 2020 | 1 859 |